# Pocher

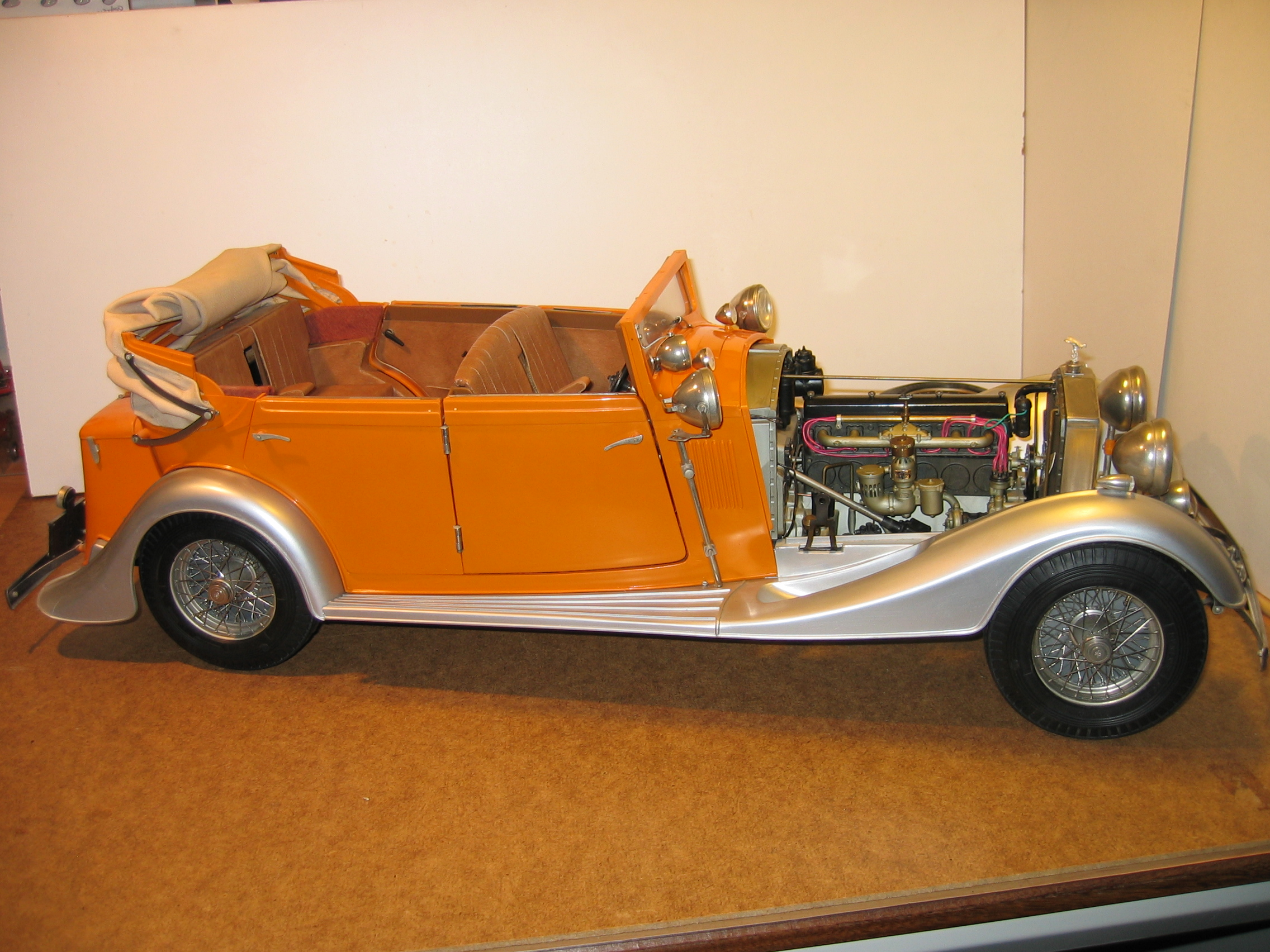
Rolls Royce Phantom II

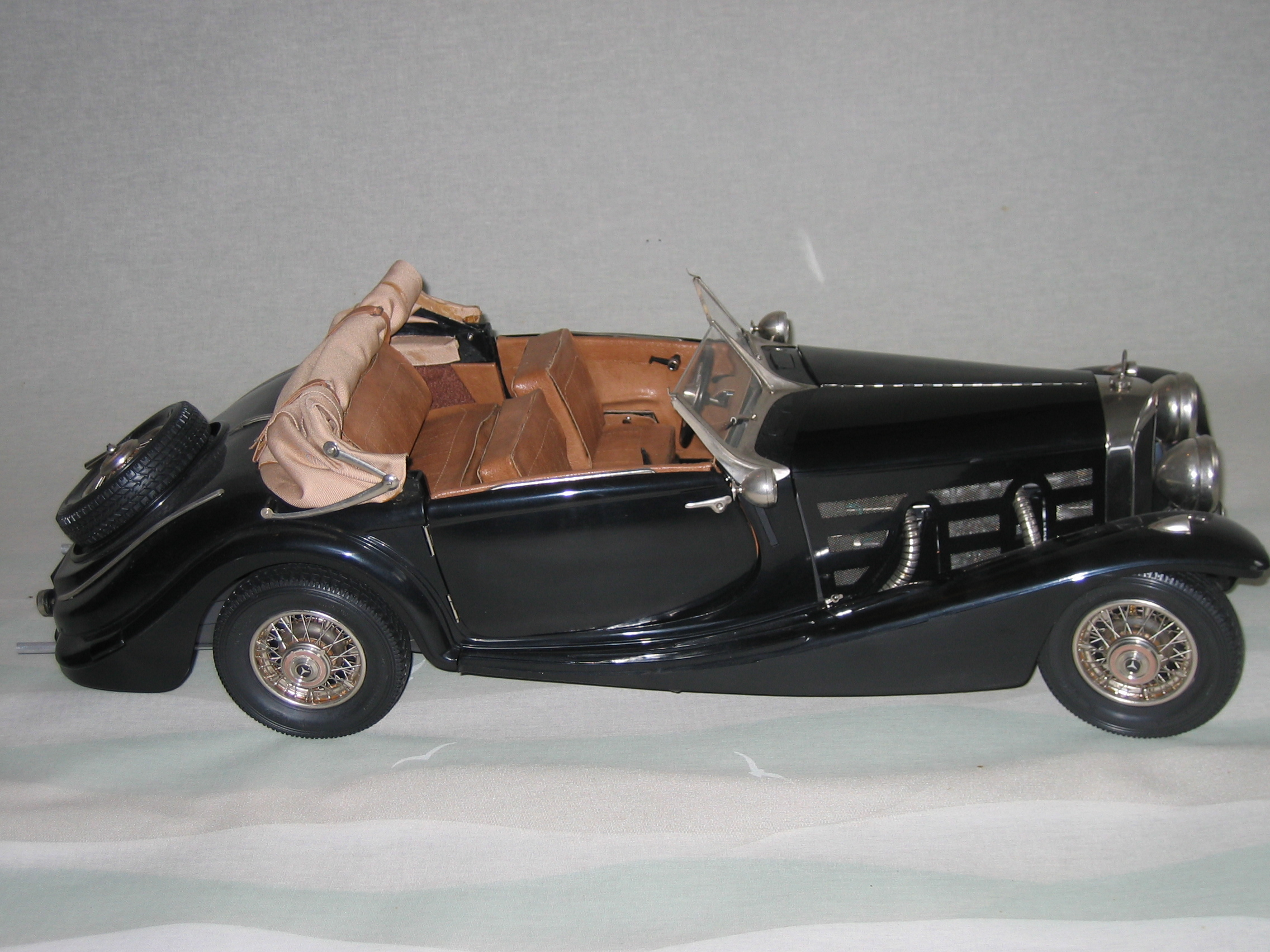
Mercedes 500K - AK

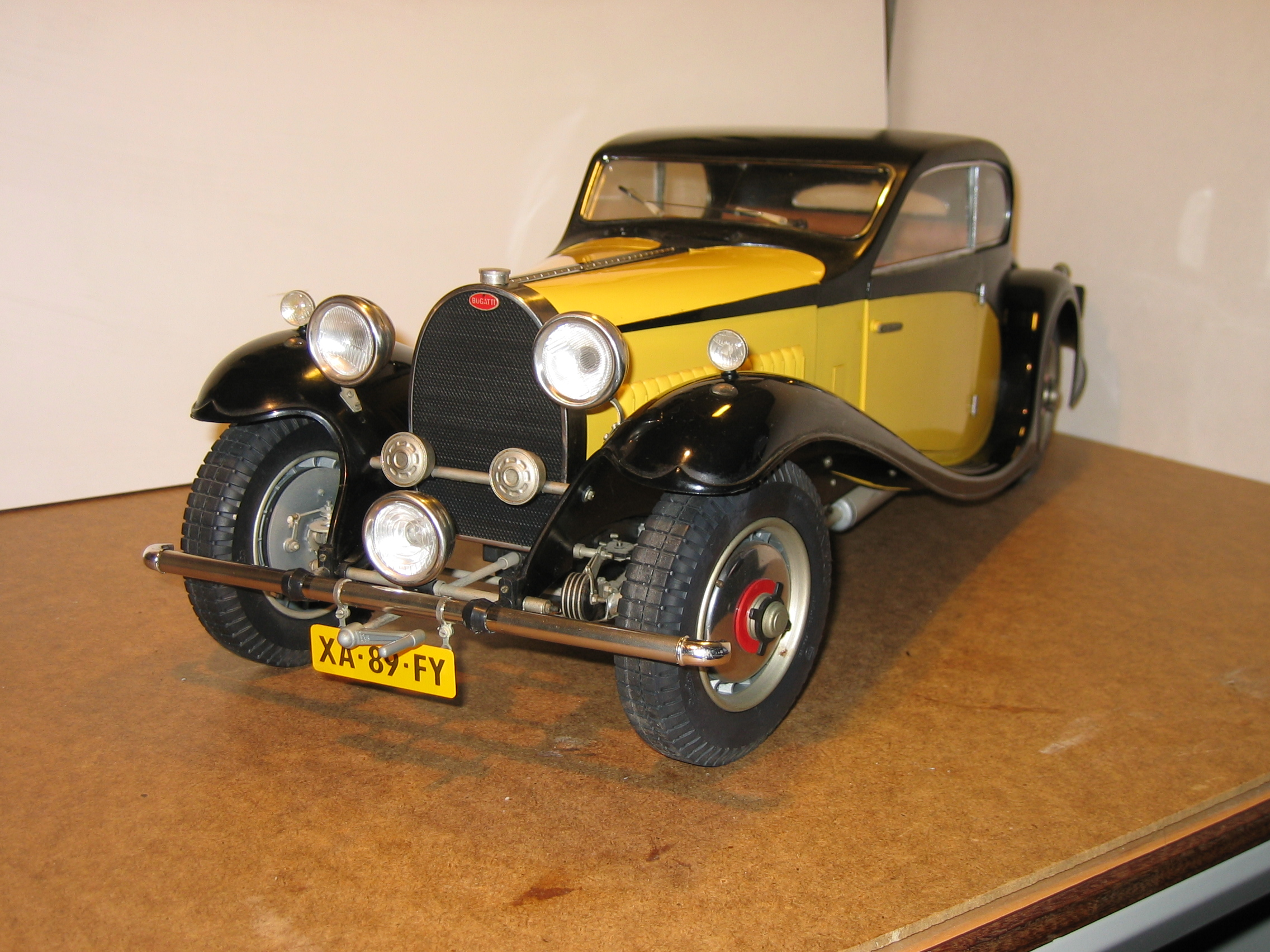
Bugatti-T50

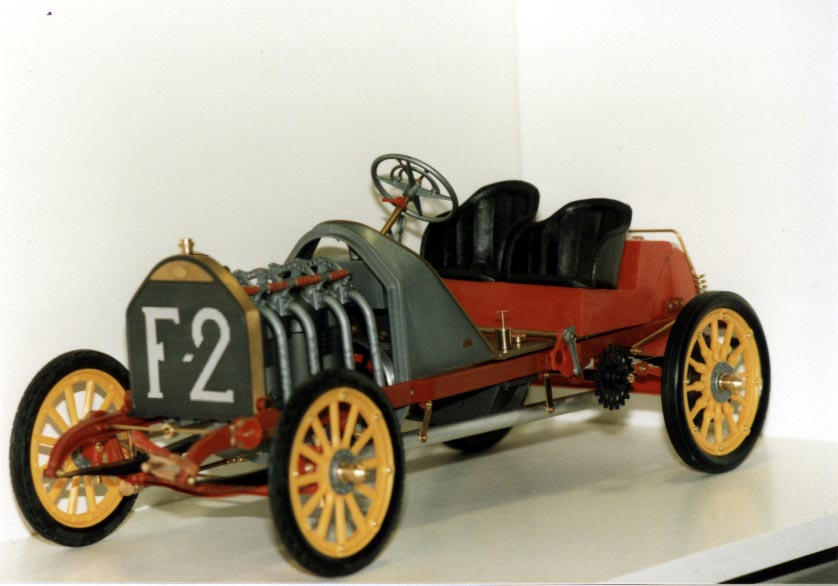
Fiat 130hp

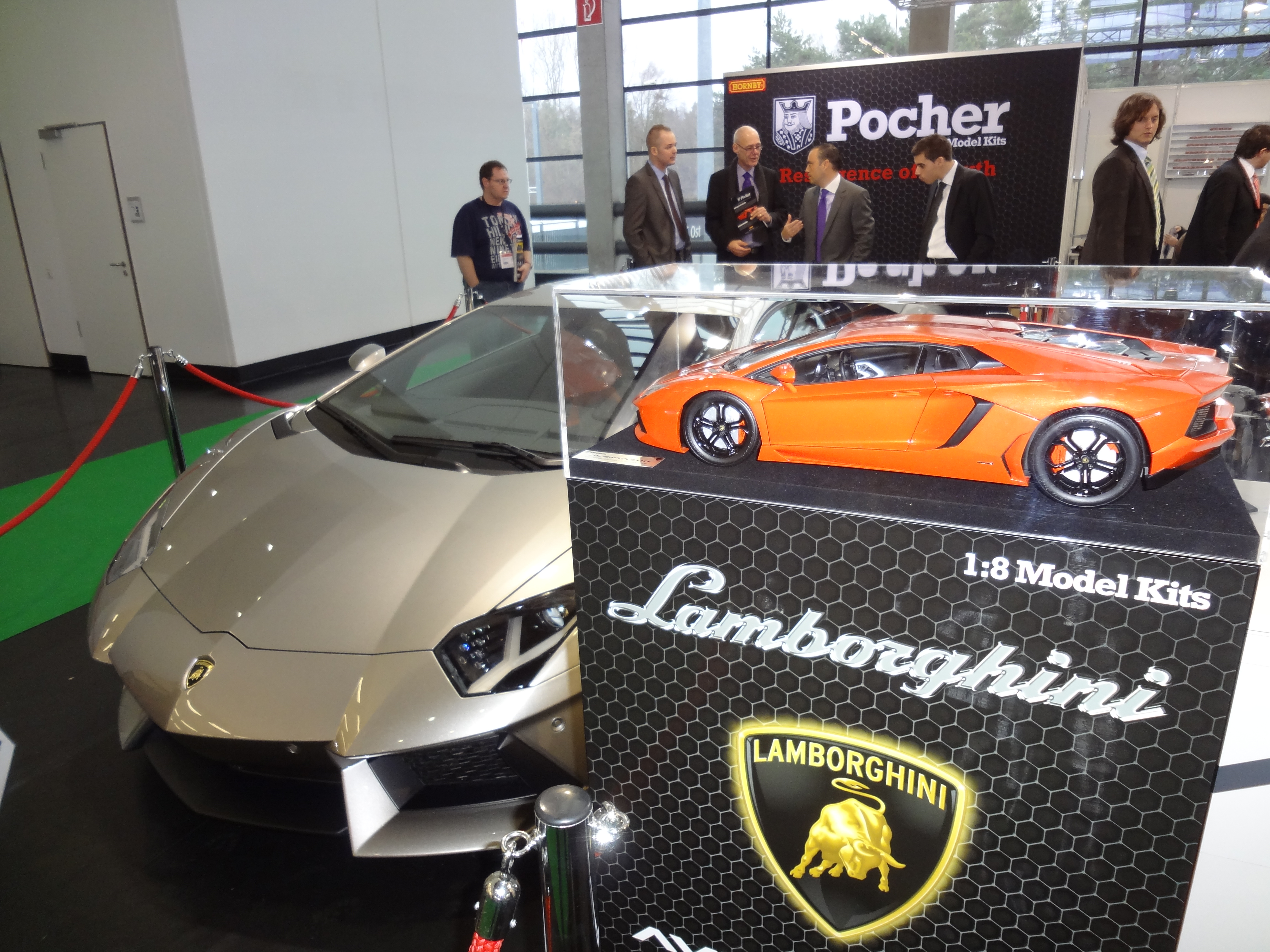
Lamborghini Aventador

Pocher Micromeccanica è un'azienda di Torino specializzata nel modellismo ferroviario e automobilistico di qualità.

## Storia

### Le origini
L'azienda fu fondata nel 1952 a Torino da Arnaldo Pocher e Corrado Muratore con la ragione sociale Pocher Micromeccanica snc e fu una delle prime imprese italiane di modellismo di alta gamma.
Arnaldo Pocher, che possedeva un'importante esperienza di scuola orafa, in precedenza realizzava già a livello artigianale modelli di accessori ferroviari: semafori, binari, scambi. I primi esemplari di materiale rotabile furono riproduzioni di vagoni merci in ottone in scala H0 che vennero realizzati a partire dal 1954, utilizzando sempre criteri di tipo artigianale, con lavorazione completamente a mano e in serie limitatissime (10-15 esemplari).
Nel 1956 iniziò la realizzazione dei primi modelli di carrozze passeggeri complete di arredamento interno, sempre in scala H0, dettagliatissime per i materiali e le tecnologie dell'epoca. In particolare venne riprodotta la cosiddetta Carrozza dell'Armistizio, ossia il vagone in cui venne firmato l'armistizio che pose fine alla prima guerra mondiale.
Nel 1958 venne prodotto il primo catalogo a colori che, oltre a carri merci, carrozze, tralicci e accessori, presentava anche il primo modello di locomotiva prodotto da Pocher, la riproduzione del locomotore elettrico francese CC7107 Mistral detentore del record mondiale di velocità su rotaia.
Questo modello, che presentava caratteristiche tecnicamente allora molto avanzate (motore a frizione, ventola di raffreddamento) e che non sarebbero state più utilizzate in seguito, sarebbe stato commercializzato solo nel 1962, a un prezzo molto elevato per l'epoca (28.000 Lire, pari a due terzi dello stipendio mensile di un operaio).
Il secondo modello di locomotiva prodotto da Pocher fu un'altra riproduzione storica, prodotta in serie limitata e numerata, ossia un modello tutto in metallo della locomotiva Bayard, che entrò in servizio nel 1839 sulla prima linea ferroviaria costruita in Italia, la Napoli-Portici.

### L'arrivo di Rivarossi
Nel 1963 Corrado Muratore lasciò l'azienda, cedendo la sua quota alla Rivarossi che divenne agente generale della Pocher, commercializzandone i prodotti attraverso la propria rete di distribuzione.
La ditta inizialmente mantenne una propria autonomia produttiva e gestionale. Nel 1964 venne realizzato il modello 4-4-0 Genoa, locomotiva dell'epoca del Far West, che probabilmente fu il modello di maggior successo della casa torinese. Nel 1967 uscì l'ultimo modello progettato effettivamente a Torino, la riproduzione dell'elettromotrice italiana FS ALe 803.
La produzione dei rotabili venne razionalizzata secondo le caratteristiche produttive tipiche di Rivarossi e alla fine degli anni sessanta la produzione dei treni H0 venne portata a Como. I modelli della locomotiva "Genoa" e dell'automotrice FS ALe 803 vennero riprogettati per renderli meno costosi e uniformarli alla produzione Rivarossi.

### Il modellismo automobilistico
Nel 1961 la FIAT commissionò a Pocher la realizzazione del modello in scala 1:13 della sua nuova automobile Fiat 1300, prendendo così il posto della Rivarossi che negli anni cinquanta aveva realizzato i modelli della Fiat 600 e Nuova 500. Fu l'inizio di una lunghissima collaborazione che porterà la Pocher a realizzare tutti i modellini per le nuove autovetture che la Fiat avrebbe presentato al Salone dell'automobile di Torino.
Nella seconda metà degli anni sessanta la Pocher inizio a produrre modelli di automobili d'epoca estremamente dettagliati e in grande scala. Nel 1966, al Salone del Giocattolo venne presentato il modello in scala 1:8 della Fiat 130 HP F2, disponibile sia in scatola di montaggio che già montata. Il modello, composto da 823 pezzi di diversi materiali, quali plastica, ottone, cuoio, acciaio, gomma, tela, alluminio, una volta costruito misurava quasi 50 cm di lunghezza e riscosse un notevole successo sia in Italia che all'estero.
Corrado Muratore rientrò nell'azienda, riassumendo anche il suo ruolo precedente e acquisendo quote societarie, mentre nel 1968 Arnaldo Pocher uscì dalla ditta che portava il suo nome, cedendo le sue quote e il marchio.
Il favore con cui era stato accolto il modello 130Hp F2 portò alla realizzazione di un secondo modello analogo e nel 1968 fu presentata l'Alfa Romeo 2300 8c Monza 1961-32, progettata da Gian Paolo Altini, allievo di Arnaldo Pocher.
Nel 1970 uscì la Rolls-Royce Phanthom II nella versione drop head sedanca coupé. Il modello era composto da 2.199 pezzi di vari materiali con pistoni e ingranaggi realmente funzionanti e con una estrema precisione nei dettagli: la Flyng Lady, l'angelo alato simbolo della Rolls, nei primi modelli era realizzato in argento e i radiatori erano saldati a mano.
Oltre alla produzione in scala 1:8 continuava anche la produzione dei modelli Fiat in scala 1:13, comprese le versioni-giocattolo filoguidate (molto diffuse all'epoca), nonché la realizzazione di modelli-giocattolo in plastica di altre autovetture, principalmente italiane e francesi.

### L'incendio e la ristrutturazione aziendale
Nel 1972 un incendio distrusse lo stabilimento di Torino in via Ambrosini, mentre erano in corso la produzione del nuovo modello della Fiat 132 e una variante dell'Alfa Romeo in scala 1:8, i cui stampi fortunatamente si salvarono. La dirigenza colse l'occasione per ridurre drasticamente il personale esternalizzando molte lavorazioni e scegliendo di dedicarsi esclusivamente al modellismo. L'attività riprese quindi nello stabilimento di Via Adamello, con un numero di dipendenti ridotto ad appena una trentina contro i centoventi del periodo precedente.
Nel frattempo si stava lavorando al nuovo modello in scala 1:8, la Mercedes-Benz 500 K/AK cabriolet, ma nel 1974, quando il progetto era in fase di completamento, Gian Paolo Altini si ammalò di leucemia e morì in pochi mesi, a soli trentanove anni. La perdita fu pesantissima per la Pocher, di cui Altini era l'anima produttiva. Dopo un periodo di assestamento, il posto di Altini venne preso da Gian Franco Fabris, abile modellista friulano formatosi alla scuola del mosaico di Spilimbergo, allievo di Altini e attivo nella ditta dal 1970. Il modello della Mercedes, l'ultimo lavoro di Altini, uscì postumo nel 1975.
Nel frattempo la Rivarossi era divenuta proprietaria al 100%, avendo acquistato le quote societarie di Corrado Muratore, che rimase come manager della Pocher e assumendo anche il ruolo di responsabile commerciale Italia per la Rivarossi.
Nel 1980 fu presentato l'ultimo prototipo originale di auto storica prodotto dalla ditta torinese, la prestigiosa Bugatti 50T del 1933 realizzata da Gian Franco Fabris. Tutti i prodotti successivi sarebbero stati solo riproduzioni di auto moderne o varianti di modelli già prodotti in precedenza.

### Il trasferimento a Como
Nel frattempo lo stabilimento era stato spostato in un capannone di Brandizzo, sempre in provincia di Torino, ma nel 1981 le difficoltà della Rivarossi si riverberarono anche sulla Pocher che venne trasferita a Como e sistemata nei capannoni dello stabilimento Rivarossi di Sagnino.
La Pocher anche a Como mantenne una piena autonomia, sempre affidata a Gian Franco Fabris che proseguì il suo lavoro con alcuni collaboratori. Vennero prodotte varianti delle auto storiche già uscite, diminuendo però il numero di pezzi che componevano i modelli per renderli più economici e facili da montare. In questo periodo (1985) venne presentato un prodotto completamente nuovo, un autocarro Volvo che però non riscosse un grande successo: il mercato del modellismo stava cambiando e anche la Pocher, da sempre in una nicchia protetta, ne risentiva.
Fino ad allora la produzione Pocher era rimasta autonoma e indipendente da quella Rivarossi, nonostante la contiguità degli ultimi anni ma alla fine degli anni ottanta Alessandro Rossi Junior, nuovo amministratore delegato di Rivarossi, per tentare nuove strade mise in produzione un'autovettura rivoluzionaria, una Ferrari Testarossa in scala 1:8 con carrozzeria in metallo. Per quanto venisse mantenuto il marchio Pocher, il modello era stato progettato e gestito completamente dalla Rivarossi, con produzione totalmente esternalizzata. Rispetto agli standard Pocher venne drasticamente ridotto il numero dei pezzi che la componevano, sempre per renderla più semplice da montare e più economica.
Subito dopo venne messa in cantiere una nuova Ferrari, la F-40 sempre con carrozzeria in zama. L'ultimo modello originale, gestito ormai direttamente dall'ufficio tecnico Rivarossi come i due precedenti, fu la Porsche 911, realizzato non più in metallo, ma in ABS come le automobili Pocher classiche. Il modello tuttavia non ottenne un buon successo e questo esito non positivo, aggiunto all'elevato costo degli investimenti necessari per questo genere di realizzazioni, scoraggiò la progettazione di ulteriori modelli.

### Hornby e Pocher
Nel 1998 uscì l'ultimo catalogo Pocher. Nel 2001 il Gruppo Rivarossi per motivi fiscali e commerciali cambiò la sua denominazione in Lima S.p.A. e nel 2004 venne infine ceduto alla casa inglese Hornby, insieme con il marchio Pocher.
Alla Fiera del Giocattolo di Norimberga 2013 Pocher ha presentato la Lamborghini Aventador, come nuovo kit in scala 1:8.

## Altre produzioni
La ditta aveva tentato di diversificare la produzione fin dai primi anni, sia per ampliare il mercato che per assecondare l'estro creativo di Arnaldo Pocher. Fino alla metà degli anni sessanta la produzione comprendeva anche, oltre ai già citati modelli di treni e di automobili, oggettistica di vario tipo come modellini di cannoni d'epoca, posacenere, portamatite, maschere di carnevale dei personaggi di Walt Disney e altre realizzazioni minori. Nel catalogo 1962/63 compaiono per esempio una serie di cannoni storici in legno e metallo in scala 1:20, veri e propri oggetti d'arte.
Tali produzioni complementari vennero definitivamente abbandonate dopo l'incendio del 1972.